# Otto Friedrich Kruse
Otto Friedrich Kruse (* 29. März 1801 in Altona; † 11. März 1880 ebenda) war ein deutscher Gehörlosenpädagoge.

## Leben und Wirken
Otto Friedrich Kruse war ein Sohn des Altonaer Kaufmanns Johann Wilhelm Kruse (getauft am 18. Juli 1755 in Altona; † 8. Oktober 1813 ebenda) und dessen Ehefrau Catharina Magdalene, geborene Jacobsen (* 1750; † 6. November 1827 in Altona), die eine Tochter von Diderich Jacobsen aus Altona war. Er besuchte kurzzeitig eine Schule und infizierte sich im Alter von sechs Jahren zusammen mit seinen Geschwistern an Scharlach, woran ein jüngerer Bruder starb. Er selbst ertaubte und konnte zunehmend nicht mehr sprechen; ärztliche Therapieversuche endeten ebenso erfolglos wie die Suche seiner Eltern nach örtlichen Privatlehrern.
Seine Eltern meldeten Kruse aus diesem Grund in der Kieler Taubstummenanstalt von Georg Wilhelm Pfingsten an, der ein kleines, familiäres Internat mit ungefähr zwanzig Schüler unterhielt, an dem er schrittweise erneut zu sprechen lernte. 1810 verlegte Pfingsten den Sitz der Schule, deren Schülerzahlen schnell zunahmen, nach Schleswig, wo Kruse keine ausreichende Förderung erhielt.
Die Hamburger Franzosenzeit brachte Kruses Eltern in finanzielle Probleme. Sie holten ihn daher 1813 zurück nach Altona und ließen ihn privat unterrichten. Ein Dreivierteljahr später erhielt er eine halbe Freistelle an der Taubstummenschule Schleswig, wo er den normalen Unterricht besuchte und begleitend hierzu viel las. Er bekam Privatunterricht von Hans Hensen und erteilte selbst vertretungsweise Unterricht.
Kruse wurde konfirmiert und erhielt danach im Oktober 1817 eine Stelle als Taubstummenlehrer. Das Lehrerseminar in Kiel sprach sich aufgrund seiner Gehörlosigkeit gegen eine reguläre Ausbildung aus. Konflikte mit Kollegen über Unterrichtsmethoden veranlassten Kruse im Oktober 1825 dazu, seine Stelle zu kündigen. Er lebte danach bei seiner Mutter in Altona und gab dort drei gehörlosen Kindern Unterricht. Er wollte hier eine eigene Schule einrichten, gab das Vorhaben aber, nachdem Heinrich Wilhelm Buek eine solche Bildungseinrichtung gegründet hatte, auf.
Kruse besuchte andere deutsche Schulen und bewarb sich erfolglos an mehreren Orten. Im Januar 1829 bekam er eine Stelle an der Taubstummenschule Bremen, an der sein Beschäftigungsverhältnis aber wenig später krankheitsbedingt endete. Er genas in Altona, wo er erneut Privatschüler hatte und die Zeitung „Altonaer Bote. Gemeinnütziges Wochenblatt für Stadt und Land“ herausgab, die zwei Mal pro Woche gedruckt wurde.
1834 bekam Kruse erneut eine Lehrstelle an der Schleswiger Taubstummenschule, an der sich das Lehrerkollegium und der Unterricht zwischenzeitlich geändert hatten. Er unterrichtete hier und übernahm die Redaktion mehrerer Schriften über die Gehörlosenpädagogik. Die dänische Regierung finanzierte ihm 1852/53 Besuche dänischer, deutscher, schweizerischer, österreichischer, französischer und belgischer Einrichtungen für Gehörlose, über die er einen umfassenden Bericht schrieb, der 1853 in Buchform erschien. Kruse beteiligte sich begleitend zur Lehrtätigkeit an mehreren pädagogischen Fachzeitschriften. 
Drei Jahre nach der Pensionierung im April 1872 ging Kruse zurück nach Altona. Hier korrespondierte er häufig und schrieb eine Autobiografie. In seinen an einer christlichen Grundeinstellung orientierten Ausarbeitungen stellte er eigene Ideen und Methoden für die Ausbildungen von Gehörlosen dar und, stellte die Bedeutung der Schriftsprache in den Vordergrund.

## Ehrungen
Kruse erhielt 1852 das Silberkreuz der Dannebrogsmänner und 1857 die Große goldene schwedische Verdienstmedaille. 1872 wurde ihm der Rote Adlerorden 4. Klasse verliehen, im selben Jahr das belgische Ritterkreuz des Leopoldordens. Der Centralverein für das Wohl der Volksstummen ernannte ihn 1873 zum Ehrenmitglied.

## Familie
1839 heiratete Kruse Marie Catharine Elise Cornils (* 17. Mai 1811 in Schleswig), deren Vater Jann Cornils als Grützmüller arbeitete. Das Ehepaar hatte eine Tochter und den Sohn Otto, der als Taubstummenlehrer in Halle, Hamburg und Schleswig tätig war.